# Liste der Brunnen in Heilbronn
Die Liste der Brunnen in Heilbronn führt die Brunnen in der Stadt Heilbronn auf, die wegen ihrer Architektur oder Geschichte bedeutsam und sehenswürdig sind. Die Liste erhebt keinen Anspruch auf Vollständigkeit und berücksichtigt ausschließlich Brunnen in der Kernstadt ohne die eingemeindeten Stadtteile. Andere Kunst- und Kulturdenkmale oder künstlerisch gestaltete Objekte im Stadtbild sind in der Liste von Bauwerken, bei den Denkmälern oder den Skulpturen in Heilbronn aufgeführt.

## Liste der Brunnen
| Bezeichnung                       | Baujahr   | Beschreibung | Bild |
| --------------------------------- | --------- | --- | ---- |
| Siebenröhrenbrunnen               | 1541/1904 | Der ursprünglich Kirchbrunnen genannte Brunnen wurde um 1541 von Balthasar Wolff errichtet. Der Brunnen fasste vermutlich die Quelle, die namengebend für die Stadt Heilbronn war. 1809 wurde der historische Brunnenaufbau von Vandalen zerstört. Als im Zuge der einsetzenden Industrialisierung weitere Brunnen in der Umgebung gebohrt wurden, versiegte der Brunnen. 1868 wurde der noch sporadisch fließende Quellauslass verdolt und der Brunnen vollständig abgerissen. 1904 rekonstruierte man den Brunnen an leicht versetztem Standort nach den erhaltenen Fragmenten und alten Abbildungen. Der Brunnen wurde beim Luftangriff auf Heilbronn im Dezember 1944 schwer beschädigt, beim anschließenden Wiederaufbau orientierte man sich im Wesentlichen an der Rekonstruktion aus dem Jahr 1904. |      |
| Cäcilienbrunnen                   | 1589      | Als der Rat von Heilbronn den Silchenbrunnen neu fassen ließ, der im Südosten der Stadt lag, erstellte Baumeister Hans Stefan 1589 ein neues steinernes und zweigeschossiges Brunnenhäuschen, das seit dem 17. Jahrhundert auch Cäcilienbrunnen genannt wird. Über eine 2,5 km lange, hölzerne Teuchelleitung leitete man das Wasser des Brunnens in die Stadt, wo es ca. 30 Zisternen und sechs Brunnen versorgte. Der Cäcilienbrunnen war bis zum Bau des städtischen Wasserwerks 1875 die wichtigste Einrichtung zur Wasserversorgung der Stadt. |      |
| Hafenmarktbrunnen                 | 1593/1955 | Der Brunnen am Hafenmarkt wurde 1593 von Jakob Müller errichtet. Der frühneuzeitliche Brunnen wurde am 4. Dezember 1944 beim Luftangriff auf Heilbronn zerstört, 1955 schuf der Stuttgarter Bildhauer Ernst Yelin einen neuen Brunnen, der wie der historische Brunnen den Heiligen Georg im Kampf mit dem Drachen zeigt. Der Brunnenkasten hat die Form einer dreigliedrigen Rosette. |      |
| Fleinertorbrunnen                 | 1591/1601 | Die Brunnensäule wurde 1601 von Jakob Müller mit einer Fortuna-Statue geschaffen, der Bildschmuck des Brunnenkastens stammt aus dem 18. Jahrhundert. Der Brunnen wurde über eine hölzerne Leitung mit Wasser aus dem Cäcilienbrunnen gespeist. Der Name des Brunnens erinnert an das mittelalterliche Fleiner Tor an der Straße nach Flein. Die Figur auf der Brunnensäule wurde mehrfach ersetzt, die gegenwärtige Statue stammt von Karl Federlin von 1904. |      |
| Pfühlbrunnen                      | 1795/1858 | Der Pfühlbrunnen geht auf eine 1795 gefasste Quelle zurück, die man 1858 rahmte und um steinerne Sitzbänke ergänzte. 1905 wurde die Anlage durch die Pflanzung einer Schillerlinde vervollständigt. Hinter dem Pfühlbrunnen schließt sich der 1909 angelegte Pfühlpark an. |      |
| Brunnen bei der Villa Rauch       | ?         | Brunnen an der Gartenmauer der 1811/12 erbauten Villa Rauch. |      |
| Köpferbrunnen                     | 1880      | Der Köpferbrunnen ist Teil der 1879 bis 1898 vom Verschönerungsverein Heilbronn errichteten Köpferbrunnenanlage und wird vom Köpferbach gespeist. Der Brunnen und die dahinter befindliche Einsiedlerklause wurden einst von dem Naturfreundeverein Waldbrüder geschaffen, der Verschönerungsverein Heilbronn ersetzte dann später die ursprünglich hölzerne Klause durch eine steinerne. Den Brunnen ziert ein Vergil-Vers: Fortunatus ille Deos qui novit agrestes (Glücklich ist, wer die Götter kennt in Wald und Flur, Georgica II, 493). |      |
| Renner-Brunnen                    | 1910      | Der Renner-Brunnen wurde 1910 gegenüber dem Jägerhaus in einer Anlage errichtet, die als symbolische Pforte zum Stadtwald gestaltet ist, er geht vermutlich auf das Molkenbrönnlein zurück, das sich bereits im 18. Jahrhundert nahe dem Jägerhaus-Steinbruch befunden haben soll. Er ist nach dem langjährigen Heilbronner Feuerwehrkommandanten Karl Renner benannt und wurde nicht aus einer Quelle, sondern mit Leitungswasser gespeist. Bereits in den 1970er Jahren war die Wasserzuleitung häufig verstopft, inzwischen steht der Brunnen trocken. |      |
| Trauben(esser)-Brunnen            | 1953      | Der bis 2016 am Uhlandplatz stehende Brunnen wurde 1953 von Maria Fitzen-Wohnsiedler und dem Bildhauer Gräßle geschaffen. Bei einer Umgestaltung des Uhlandplatzes 2016 wurde er abgebaut und anschließend eingelagert. |      |
| Brunnen im Pfühlpark              | ?         | Schlichter achteckiger Brunnen mit einfachem Wasserspiel. |      |
| Brunnen im Stadtpark              | 1957      | Zwei schmucklose, teichartige Brunnenanlagen mit einfachem Wasserspiel befinden sich im Stadtpark bei der Harmonie. Heute erkennt man an schlichten Anlagen wie dieser exemplarisch das Bemühen der Stadtplaner, den tristen Heimatstil, in dem man in den 1950er Jahren wiederaufbaute, durch Brunnen und Skulpturen aufzulockern. |      |
| Brunnen im Rathausinnenhof        | 1959      | Im Innenhof des 1957–59 errichteten Rathausanbaus befindet sich neben der Ehrenhalle und zeitgenössischen Mosaiken ein Brunnen im Stil der Bauzeit. |      |
| Bärenbrunnen                      | 1960      | Der Bildhauer Ernst Kibler aus Stuttgart entwarf den Bärenbrunnen für den Berliner Platz in Heilbronn. Zum Zeitpunkt des Gestaltungswettbewerbs 1959 gab es bereits 55 Brunnen in Heilbronn. Der Brunnen bestand ursprünglich aus dem Bären und zwei, die Form einer Lemniskate darstellenden Becken. Die Bärenfigur soll die Stadt Berlin symbolisieren. Der Brunnen wurde am 13. Mai 1960 von Willy Brandt eingeweiht, allerdings wurden die Brunnenbecken bereits 1975 wieder entfernt. Die Figur des Berliner Bären stand von 1981 bis zum 27. Januar 2011 ohne Brunnenbecken im mittleren Grünstreifen der Allee gegenüber dem Heilbronner Stadttheater. Am 21. Dezember 2016 wurde sie vor dem Stadttheater aufgestellt. |      |
| Gänsebrunnen                      | 1961      | Gestaltet von Hermann Koziol, aus Bronze und Beton. Es sind drei Gänse zu sehen, die ihre Hälse nach dem Wasserstrahl ausstrecken. Der Brunnen war ursprünglich an der Allee aufgestellt und steht heute im Gänshof. |      |
| Taubenbrunnen                     | 1962      | Gefertigt von Ulrich Henn. Sein Werk steht im großen Deutschhof und besteht aus einer großen flachen Brunnenschale, auf der fliegende Tauben in der Form einer Lemniskate zu sehen waren. Die Tauben werden seit geraumer Zeit im Lapidarium restauriert. Im ebenfalls zum Deutschhof gehörigen ehemaligen Lesehof der Stadtbibliothek Heilbronn befindet sich ein weiterer Brunnen von Werner Holzbächer. |      |
| Käthchenbrunnen                   | 1965      | Gestaltet 1965 von Dieter Läpple. Der Brunnen besteht aus einer überlebensgroßen, 2,20 Meter hohen Bronzestatue des Käthchens von Heilbronn und steht in der Kirchbrunnenstraße, bis 2013 an der Treppe zum Hintereingang des Kaufhauses C&A, seit 2016 nach dreijähriger baustellenbedingter Pause an fast derselben Stelle nun hinter dem Marrahaus. Das ursprünglich vorhandene Wasserspiel ist seit 1991 nicht mehr vorhanden. Der Brunnen sorgte 1965 für Kontroversen in der Bürgerschaft, die die Stadt durch die bezopfte Windsbraut aus Bronze nicht angemessen repräsentiert sah. 2008 fand die Käthchenparade statt, bei der individuell bemalte Abgüsse der Figur im Stadtgebiet verteilt aufgestellt waren. |      |
| Brunnen am Wollhaus               | ?         | Entstand vermutlich bei der Umgestaltung des Wollhausplatzes und dem Bau des Wollhauszentrums in den 1970er Jahren. |      |
| Brunnen am Schießhaus             | ?         | Dreigeschossige Brunnenanlage vermutlich aus den späten 1970er Jahren. Der Brunnen erinnert mit seinen drei sich nach oben verjüngenden Becken an einen ebenfalls aus drei Becken bestehenden Brunnen aus der Zeit des Jugendstils, der bis zur Zerstörung Heilbronns im Dezember 1944 am nahen Bahnhofsplatz gestanden hatte. |      |
| Fassträger-Brunnen                | 1982      | Gestaltet 1982 von Karl-Henning Seemann. Der ursprünglich in der Eichgasse befindliche Brunnen zeigt die Gestalt eines Fassträgers, aus dessen geschultertem Weinfass Wasser strömt. Der aus Bronze gegossene Brunnen wurde 2006 an den Wein-Panoramaweg unterhalb des Wartbergturms versetzt, wo er 2018 mutmaßlich von Metalldieben knapp über dem Boden abgesägt oder -gebrochen und gestohlen wurde. |      |
| Brunnenanlage beim Arbeitsamt     | 1982      | Die Brunnenanlage am Arbeitsamt wurde von Gerlinde-Martina Klepsch (* 1924) beim Eingangsbereich des 1982 eingeweihten Gebäudes angelegt. Ein organisch geformtes Metallgebilde leitet das Wasser in ein künstlich angelegtes Rund aus Natursteinen. |      |
| Brunnen am Kaiser-Friedrich-Platz | ?         | Aus grobem behauenen Stein, gegenwärtig nicht mehr in Betrieb. |      |
| Theaterbrunnen                    | 1983      | Erbaut von Gudrun Schreiner im August 1983 neben dem Stadttheater Heilbronn. Schon im April 1982 gewann die Bildhauerin den 1. Preis im Wettbewerb zur Gestaltung des Theatervorplatzes mit einem Entwurf, in dem die Funktion als Brunnen und der thematische Bezug zum Theater gleichermaßen Berücksichtigung fand. Unter dem Leitmotiv „Theater, Kleist und Käthchenstadt“ entstand ein breit ausgedehntes Ensemble mit Figuren und Szenarien aus der historischen Welt des Schauspiels. Die auf dem Brunnen zu sehenden Gestalten – alle eingebunden in ein annähernd rundes Bronzerelief – entstammen der griechischen Mythologie, orientieren sich aber auch an William Shakespeares Sommernachtstraum und an Heinrich von Kleists Käthchen von Heilbronn. Entsprechend sind um das verträumte Käthchen im Zentrum der Gruppe Orpheus, Eurydike, Narziss sowie diverse Tier- und Vogelmenschen angeordnet. Etwas verborgen lässt sich auch ein Selbstporträt der Künstlerin entdecken. Der Brunnen basiert auf einem kleeblattförmig angelegten Brunnenbecken aus drei runden, ineinandergreifenden flachen Schalen, deren Granitbrücken begehbar sind. Das Relief selbst entstand in sechs Teilen im Wachsausschmelzungsverfahren in der Toscana. Die Wasserfontänen kommen sowohl aus dem Skulpturenensemble als auch aus den umliegenden Becken, wobei das Auf und Ab des Wasserverlaufs an das Öffnen und Schließen des Theatervorhangs erinnern soll. Da ohne Shakespeare das heutige Theater kaum vorstellbar wäre, hat die Künstlerin zusätzlich einen Vers des englischen Dichters und Dramatikers eingravieren lassen: „Wir sind aus solchem Stoff, aus dem die Träume sind.“ |      |
| Krugbrunnen                       | 1994      | Am Wein-Panorama-Weg unweit des Standorts des Fassträgers befindet sich ein sandsteingefasster Bronzebrunnen mit goldenen Verzierungen. Trink so dich dürstet lädt der Brunnen mit der Reliefplastik eines Kruges zum Trinken ein, auf Knopfdruck sprudelt Wasser in Mundhöhe. |      |
| Neuer Stadtbrunnen                | 1996      | Der von Musikanten- und Komödiantenfiguren geprägte und umgangssprachlich auch Komödiantenbrunnen genannte Brunnen wurde 1996 von Eberhard Linke aus Bronze, Beton und Sandstein fertiggestellt. Der ca. 9 × 16 Meter große Brunnen mit bis zu 3 Meter hohen Figuren befindet sich auf dem Kiliansplatz. Linkes Entwurf zu diesem Brunnen konnte sich bereits 1988 bei einem Gestaltungswettbewerb durchsetzen. An Stelle des Brunnens befand sich zuvor die Steinskulptur Tor verschlossen von Michael Schoenholtz, die an das am Neckar gelegene Ende der Kirchbrunnenstraße versetzt wurde. |      |
| Traumbrunnen                      | 1997      | Der 1997 von Jürgen Goertz entworfene Traumbrunnen, der im Volksmund auch als Mondbrunnen bekannt ist, befindet sich im Kirchhöfle hinter der Nikolaikirche. |      |